# Lev Mantula
Lev Mantula (ur. 8 grudnia 1928 w Sarajewie, zm. 1 grudnia 2008 w Zurychu) – piłkarz jugosłowiański grający podczas kariery na pozycji pomocnika.

## Kariera klubowa
Lev Mantula piłkarską karierę rozpoczął w klubie FK Sarajevo w 1947. W 1951 przeszedł do Dinama Zagrzeb. Z Dinamem zdobył mistrzostwo Jugosławii w 1954. W latach 1955–1958 był graczem NK Zagreb, z którego wyjechał do szwajcarskiego Servette FC.
Z Servette dwukrotnie zdobył mistrzostwo Szwajcarii w 1961 i 1962. Ostatnie cztery lata kariery spędził w FC Sion, w którym przez 3 lata pełnił rolę grającego trenera. Ze Sionem zdobył Puchar Szwajcarii w 1965.

## Kariera reprezentacyjna
Jedyny raz w reprezentacji Jugosławii Mantula wystąpił 22 września 1954 w wygranym 3-1 towarzyskim meczu z Walią.
W 1954 był w kadrze na mistrzostwach świata.

## Kariera trenerska
Jeszcze przed zakończeniem kariery piłkarskiej Mantula został trenerem. W latach 1963–1967 trenował FC Sion. W latach 1967–1969 był trenerem FC Zürich. Z Zürichem zdobył mistrzostwo Szwajcarii w 1968. Potem w latach dwukrotnie trenował Neuchâtel Xamax.